# A Corner in Water
A Corner in Water è un cortometraggio muto del 1916 scritto, diretto e interpretato da Tom Mix.

## Produzione
Il film fu prodotto dalla Selig Polyscope Company.

## Distribuzione
Distribuito dalla General Film Company, il film - un cortometraggio in una bobina - uscì nelle sale cinematografiche statunitensi il 23 settembre 1916. In Danimarca, prese il titolo Drikkevandsmonopolet.